# Microcalcarifera oriochares
Microcalcarifera oriochares là một loài bướm đêm trong họ Geometridae.